# Мост Трайборо
Мост Трайборо (англ. The Triborough Bridge, букв. «мост трёх боро») — система мостов в Нью-Йорке, соединяющих его районы Бронкс, Куинс и Манхэттен. C 2008 года официально именуется Мемориальный мост Роберта Ф. Кеннеди (англ. Robert F. Kennedy Memorial Bridge) . Мост был открыт для автомобильного движения 11 июня 1936 года для транспортного сообщения между Манхэттеном, Куинсом и Бронксом.

## История создания
О проекте соединения районов Манхэттэна, Куинса и Бронкса заговорили еще в 1916 году, когда о своём проекте моста, состоящего из трех частей, заявил инженер Эдвард А. Бирн. Согласование с властями города и строительными компаниями затянулось, поэтому проект не получил необходимого для начала строительства финансирования. Но в 1925 году Эдвард Бирн добился своего, и началось строительство грандиозного моста Трайборо.
«Биржевой крах» 24 октября 1929 года, день биржевого обвала Уолл-стрит, многим смешал карты, и перспективы окончания строительства стали очень туманны. Группе инженеров пришлось пересмотреть проект почти полностью. Были упрощены структуры, а благодаря участию в проекте известного инженера Отмара Германа Аммана в проект были внесены более лёгкие башни и пирсы, что позволило сэкономить на башнях. В начале 1930 года проект был возрождён, а в 1936 году мост Трайборо был открыт для автомобильного движения.
Мост Трайборо можно назвать одним из самых важных звеньев в цепочке транспортных соединений Нью-Йорка. В день по нему проходят в среднем более 200 тысяч транспортных средств. За въезд на мост взимается пошлина за пассажирское транспортное средство в размере $5,00, а за мотоцикл — $1,81. Собранные деньги идут на поддержание конструкций моста и туннеля.

## Дальнейшая судьба
В 2008 году мост Трайборо был торжественно переименован в мост Роберта Кеннеди (Robert F. Kennedy Bridge). Известный политик и государственный деятель США XX века, Роберт Кеннеди был избран сенатором от штата Нью-Йорк и был генеральным прокурором США. Спустя пять лет после трагического убийства своего старшего брата, президента США Джона Кеннеди, он был застрелен во время своей президентской компании в 1968 году. На торжественной церемонии по случаю переименования знаменитого моста в расположенном вблизи парка Куинсе собрались несколько поколений известной семьи Кеннеди и многие представители политической элиты США.
Среди автотрасс, имеющих выход на мост, магистраль ФДР в Манхэттене и I-87 в Бронксе. Мост состоит из транспортной развязки на островах Уордс и Рандалс и расходящихся от неё трёх ветвей:
- вертикально-подъёмный мост через пролив Харлем в сторону Манхэттена;
- ферменный мост через пролив Бронкс-Килл в сторону Бронкса;
- висячий мост через пролив Хелл-Гейт в сторону Куинса.